# Conchylia argenteofasciata
Conchylia argenteofasciata är en fjärilsart som beskrevs av Gustav Weymer 1908. Conchylia argenteofasciata ingår i släktet Conchylia och familjen mätare. Inga underarter finns listade i Catalogue of Life.